# Великоритська сільська рада
51°56′10″ пн. ш. 24°3′8″ сх. д. / 51.93611° пн. ш. 24.05222° сх. д.
Великори́тська сільська́ ра́да (біл. Вялі́кары́цкі сельсавет) — адміністративно-територіальна одиниця у складі Малоритського району, Берестейської області Білорусі. Адміністративний центр сільської ради — село Великорита.

## Географія
Великоритська сільська рада розташована на крайньому південному заході Білорусі, на південному заході Берестейської області, на південний схід від обласного та північний захід від районного центрів. На північному заході вона межує із Берестовицьким районом, на північному сході — із Чернянською сільською радою, на південному сході — із Луковською сільською радою, на півдні — із Малоритською сільською радою, а на південному заході — із Гвозницькою сільською радою (всі Малоритський район).
Найбільша річка, яка протікає територією сільради — Рита (62 км), ліва притока Мухавця (басейн Західного Бугу→Вісли). Великих озер на території сільради немає. На сході, поблизу села Гусак розташований комплекс ставків «Сажалка» (~3 км²) рибного господарства «Гусак».

## Історія
- Сільська рада була утворена 12 жовтня 1940 у складі Малоритського району Брестської області.
- 25 грудня 1962 року Малоритський район був ліквідований, а Великоритська сільська рада була передана до складу Брестського району.
- 6 січня 1965 року район був відновлений і сільська рада була повернута до його складу.

## Склад сільської ради
До складу Великоритської сільської ради входить 11 населених пунктів, із них всі 11 сіл.
| Населений пункт | Тип  | Населення, осіб (2009) | Координати                                                            |
| --------------- | ---- | ---------------------- | --------------------------------------------------------------------- |
| Великорита      | село | 348                    | 51°56′10″ пн. ш. 24°3′8″ сх. д. / 51.93611° пн. ш. 24.05222° сх. д.   |
| Антонове        | село | 33                     | 52°0′53″ пн. ш. 24°5′55″ сх. д. / 52.01472° пн. ш. 24.09861° сх. д.   |
| Гусак           | село | 165                    | 51°55′28″ пн. ш. 24°4′42″ сх. д. / 51.92444° пн. ш. 24.07833° сх. д.  |
| Дубичне         | село | 173                    | 51°54′21″ пн. ш. 24°3′21″ сх. д. / 51.90583° пн. ш. 24.05583° сх. д.  |
| Лешниця         | село | 33                     | 51°57′8″ пн. ш. 24°0′50″ сх. д. / 51.95222° пн. ш. 24.01389° сх. д.   |
| Масевичі        | село | 462                    | 51°56′34″ пн. ш. 23°57′8″ сх. д. / 51.94278° пн. ш. 23.95222° сх. д.  |
| Нове Роматове   | село | 50                     | 51°54′22″ пн. ш. 23°59′45″ сх. д. / 51.90611° пн. ш. 23.99583° сх. д. |
| Пічки           | село | 131                    | 51°57′23″ пн. ш. 24°2′49″ сх. д. / 51.95639° пн. ш. 24.04694° сх. д.  |
| Пожежин         | село | 252                    | 51°56′24″ пн. ш. 23°58′53″ сх. д. / 51.94000° пн. ш. 23.98139° сх. д. |
| Старе Роматове  | село | 50                     | 51°53′48″ пн. ш. 23°58′28″ сх. д. / 51.89667° пн. ш. 23.97444° сх. д. |
| Струга          | село | 116                    | 51°55′51″ пн. ш. 23°55′25″ сх. д. / 51.93083° пн. ш. 23.92361° сх. д. |

- Населений пункт хутір Замошшя — знятий з обліку населених пунктів.

## Населення
За переписом населення Білорусі 2009 року чисельність населення сільської ради становила 1813 осіб.

### Національність
Розподіл населення за рідною національністю за даними перепису 2009 року:
| Національність            | Осіб | Відсоток |
| ------------------------- | ---- | -------- |
| білоруси                  | 1568 | 86,49 %  |
| українці                  | 148  | 8,16 %   |
| росіяни                   | 71   | 3,92 %   |
| поляки                    | 11   | 0,61 %   |
| національність не вказана | 5    | 0,28 %   |
| німці                     | 4    | 0,22 %   |
| таджики                   | 3    | 0,17 %   |
| татари                    | 1    | 0,06 %   |
| литовці                   | 1    | 0,06 %   |
| казахи                    | 1    | 0,06 %   |
| Разом                     | 1813 | 100 %    |